# Hipodrom Stožice
Hipodrom Stožice oz. Hipodrom Ljubljana je hipodrom, kjer potekajo konjske dirke. Nahaja se med reko Savo in severno ljubljansko obvoznico, na obrobju naselja Stožice in tik ob krožišču Tomačevo ter v bližini WTC Ljubljana in Športnega parka Stožice.
Hipodrom na sedanjem mestu je bil zgrajen leta 1957. Na njem delujeta Konjeniški klub Ljubljana, katerega del sta tudi jahalna in kasaška sekcija. Zaradi svoje lege v prostoru je tudi osrednji hipodrom v Sloveniji. Leta 2004 so pri pooblaščenem geodetskem podjetju opravili uradno meritev dolžine proge hipodroma - ta znaša 1000,70 m.  

## Prireditve
- Leta 1996 je na prostoru hipodroma maševal tedanji papež Janez Pavel II. pred 150.000 ljudmi;
- Leta 1997 naj bi Michael Jackson v okviru turneje HiStory nastopil tudi na hipodromu, vendar pa je zaradi premajhnega števila prodanih vstopnic, samo 3000, le-ta odpadel;
- 7. junija 2009 je nastopila ameriška rock skupina The Killers pred 30.000 glavo množico;
- 20. avgusta 2009 pa naj bi tu nastopila Madonna. Na voljo naj bi bilo 62.000 vstopnic, koncert je bil odpovedan.